# Castelo de Vernègues

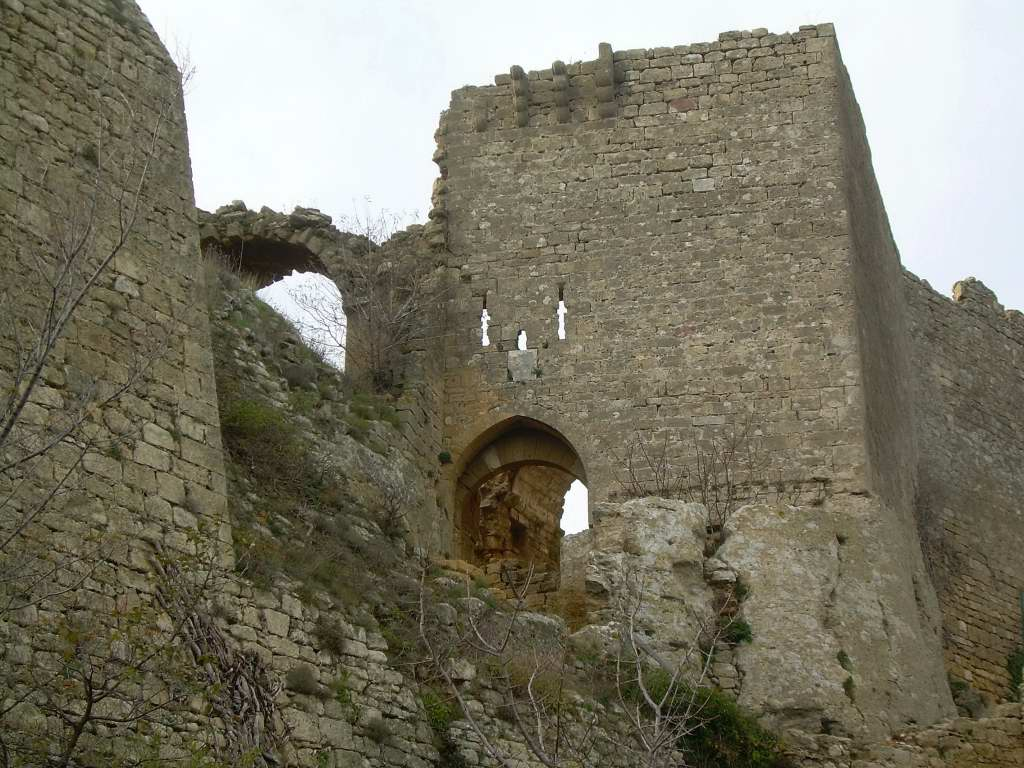
Château de Vernègues

O Castelo de Vernègues é um castelo em ruínas na comuna de Vernègues, no departamento de Bouches-du-Rhône, na França.

## História
A aldeia de Vernègues desenvolveu-se no século VIII quando, segundo mapas antigos, existiam duas fortificações no topo da colina, o "Castrum de Avallone" e o "Castrum Alvernicum". Este último, construído sobre uma escarpa rochosa, tornou-se Vernègues e o seu castelo medieval. Na noite de 11 de junho de 1909, o terramoto de Lambesc (magnitude 6 na escala Richter) abalou a região e destruiu praticamente todo o castelo e a antiga vila que se desenvolveu ao redor dele. Hoje, as ruínas do flanco sul do planalto testemunham a gravidade do terremoto.
O castelo é propriedade da comuna. Está classificado desde 1934 como monumento histórico pelo Ministério da Cultura da França.